# داگ میتچل
داگ میتچل (انگلیسی: Doug Mitchell؛ ۱۹۵۲) یک تهیه‌کننده اهل انگلستان است.
وی در سال ۱۹۹۶ برنده جایزه گلدن گلوب بهترین فیلم موزیکال یا کمدی برای فیلم عزیز شده است.

## فیلم‌شناسی
| سال  | فیلم                                        | توضیحات          |
| ---- | ------------------------------------------- | ---------------- |
| ۱۹۸۴ | Bodyline                                    | مدیر اجرایی      |
| ۱۹۸۴ | The Cowra Breakout                          | تهیه‌کننده        |
| ۱۹۸۵ | مکس دیوانه: فراتر از طوفان                  | دستیار تهیه‌کننده |
| ۱۹۸۷ | Vietnam                                     | تهیه‌کننده        |
| ۱۹۸۷ | The Year My Voice Broke                     | تهیه‌کننده        |
| ۱۹۸۷ | The Riddle of the Stinson                   | تهیه‌کننده        |
| ۱۹۸۸ | The Dirtwater Dynasty                       | تهیه‌کننده        |
| ۱۹۸۸ | The Clean Machine                           | تهیه‌کننده        |
| ۱۹۸۸ | Fragments of War: The Story of Damien Parer | تهیه‌کننده        |
| ۱۹۸۹ | سکوت قبرستانی                               | تهیه‌کننده        |
| ۱۹۸۹ | Bangkok Hilton                              | تهیه‌کننده        |
| ۱۹۹۱ | لاس زدن                                     | تهیه‌کننده        |
| ۱۹۹۲ | روغن لورنزو                                 | Producer         |
| ۱۹۹۵ | عزیز                                        | تهیه‌کننده        |
| ۱۹۹۷ | 40,000 Years of Dreaming                    | تهیه‌کننده        |
| ۱۹۹۸ | Babe: Pig in the City                       | تهیه‌کننده        |
| ۲۰۰۶ | خوش‌قدم                                      | تهیه‌کننده        |
| ۲۰۱۱ | خوش قدم ۲                                   | تهیه‌کننده        |
| ۲۰۱۵ | مکس دیوانه: جاده خشم                        | تهیه‌کننده        |